# Jeffery (микстейп)
Jeffery (изначально назывался No, My Name is Jeffery) — четвёртый коммерческий микстейп американского рэпера Янг Тага. Он был выпущен 26 августа 2016 года на лейблах 300 Entertainment и Atlantic Records. Микстейп содержит гостевые участия от Трэвиса Скотта, Гуччи Мейна, Gunna, Quavo, Offset и Вайклефа Жана.
Jeffery дебютировал под номером 8 в чарте Billboard 200 и получил положительные оценки от критиков. Обложка, изображающая Янг Тага в платье, стала вирусной. Микстейп был назван одним из лучших релизов 2016 года Pitchfork, Fact, Complex и Rolling Stone.

## История
Микстейп был анонсирован 9 июля 2016 года в Instagram Янг Тага. Первоначально его планировалось выпустить 16 августа, что совпало бы с днём рождения исполнителя, но релиз отложили. Микстейп сопровождался решением Тага отказаться от сценического псевдонима в пользу нового прозвища No, My Name is Jeffery или просто имени при рождении Джеффри. Об этом сообщил его менеджер Лиор Коэн. По словам Янг Тага, «Jeffery – о Джеффри. Там нет песен Янг Тага».  На Beats 1 он пояснил, что смена псевдонима была бы только на одну неделю, если только микстейп не будет продан тиражом 100 000 копий.
Каждая песня названа в честь идолов Янг Тага, включая Фьючера, Рианну, Вайклефа Жана, Харамбе, Канье Уэста и других.

## Обложка
На обложке изображён Янг Таг в андрогинном платье, созданном итальянским дизайнером Алессандро Тринконе и сфотографированном Гарфилдом Ламондом. Работа стала вирусной и вызвала широкий отклик в социальных сетях.

## Продвижение
Песня «Kanye West» (изначально называлась «Elton», а позже «Pop Man») вышла 19 августа 2016 года. 23 августа был выпущен трейлер микстейпа, в котором власти допрашивали Янг Тага о его имени.
Лид-сингл «Pick Up the Phone» при участии Трэвиса Скотта и Quavo был выпущен 3 июня 2016 года. Песня достигла 43 номера в чарте Billboard Hot 100. «Wyclef Jean» была отослана на радио urban contemporary 24 января 2017 года как второй сингл с альбома. Он достиг 87 номера в чарте Billboard Hot 100.

## Коммерческий успех
Jeffery дебютировал под номеров 8 в Billboard 200 и пятым в чарте Top R&B/Hip-Hop Albums с 37,000 единицами, эквивалентными альбому и продался тиражом в 18,000 копий за первую неделю.

## Оценки
| Совокупная оценка | Совокупная оценка |
| Источник          | Оценка            |
| ----------------- | ----------------- |
| AnyDecentMusic?   | 7.4/10            |
| Metacritic        | 82/100            |
| Оценки критиков   |                   |
| Источник          | Оценка            |
| AllMusic          | [ 18 ]            |
| Exclaim!          | 8/10              |
| The Guardian      | [ 20 ]            |
| HipHopDX          | 3.9/5             |
| Now               | 4/5               |
| Pitchfork         | 8.5/10            |
| PopMatters        | 8/10              |
| Rolling Stone     | [ 25 ]            |
| Vice              | A−                |
| XXL               | 3/5               |

Микстейп был встречен положительными оценками.

### Списки в конце года
| Издание              | Список                  | Ранг | Примечания |
| -------------------- | ----------------------- | ---- | ---------- |
| Complex              | 50 лучших альбомов 2016 | 13   | [ 28 ]     |
| Consequence          | 50 лучших альбомов 2016 | 45   | [ 29 ]     |
| Entertainment Weekly | 50 лучших альбомов 2016 | 36   | [ 30 ]     |
| Fact                 | 50 лучших альбомов 2016 | 19   | [ 31 ]     |
| The Guardian         | Лучшие альбомы 2016     | 25   | [ 32 ]     |
| Pitchfork            | 50 лучших альбомов 2016 | 21   | [ 33 ]     |
| PopMatters           | 70 лучших альбомов 2016 | 54   | [ 34 ]     |
| Rolling Stone        | 50 лучших альбомов 2016 | 10   | [ 35 ]     |
| Spin                 | 50 лучших альбомов 2016 | 17   | [ 36 ]     |
| Variance             | 50 лучших альбомов 2016 | 29   | [ 37 ]     |

## Список композиций
| №  | Название                                                             | Автор(ы) | Продюсер(ы)                                   | Длительность |
| -- | -------------------------------------------------------------------- | --- | --------------------------------------------- | ------------ |
| 1. | «Wyclef Jean»                                                        | Jeffery Williams Larry Griffin Jr. Christopher Thornton Diondria Thornton Jonathan Priester                                            | TM88 Supah Mario                              | 3:56         |
| 2. | «Floyd Mayweather» (при участии Трэвиса Скотта, Гуччи Мейна и Gunna) | Williams Jacques Webster II Radric Davis Sergio Kitchens Wesley Glass Bryan Simmons Eduardo Burgess Jonathan De La Rosa Devante Wilkes | Jeffery Wheezy TM88 Billboard Hitmakers Goose | 6:01         |
| 3. | «Swizz Beatz»                                                        | Williams Glass | Wheezy                                        | 3:16         |
| 4. | «Future Swag»                                                        | Williams Simmons | TM88                                          | 2:45         |
| 5. | «RiRi»                                                               | Williams Burgess De La Rosa | Billboard Hitmakers                           | 4:04         |
| 6. | «Guwop» (при участии Quavo, Offset и Young Scooter)                  | Williams Quavious Marshall Kiari Cephus Kenneth Bailey Glass Josh Cross Simmons                                                        | Wheezy Cassius Jay TM88                       | 5:15         |
| 7. | «Harambe»                                                            | Williams Burgess De La Rosa | Billboard Hitmakers                           | 3:10         |
| 8. | «Webbie» (при участии Lil Duke)                                      | Williams Arnold Martinez Burgess De La Rosa                                                                                            | Billboard Hitmakers                           | 3:55         |
| 9. | «Kanye West» (при участии Вайклефа Жана)                             | Williams Wyclef Jean Glass | Wheezy Cassius Jay                            | 5:41         |

| №                   | Название                                                             | Автор(ы)                                                                                         | Продюсеры                                                  | Длительность |
| ------------------- | -------------------------------------------------------------------- | ------------------------------------------------------------------------------------------------ | ---------------------------------------------------------- | ------------ |
| 10.                 | «Pick Up the Phone» (совместно с Трэвисом Скоттом при участии Quavo) | Williams Webster Marshall Brittany Hazzard Allen Ritter Anderson Hernandez Adam Feeney Mike Dean | Ritter Vinylz Frank Dukes Maneesh Bidaye Mick Schultz Dean | 4:12         |
| Общая длительность: | Общая длительность:                                                  | Общая длительность:                                                                              | Общая длительность:                                        | 42:15        |

Примечания
- «Kanye West» изначально называлась «Pop Man»[38]

## Участники записи
Информация из Tidal.
Инструментал
- Янг Таг (Jeffrey) – вокал (все треки), продюсирование (2)
- TM88 – продюсирование (1, 2, 4, 6)
- Supah Mario – продюсирование (1)
- Billboard Hitmakers – продюсирование (2, 5, 7, 8)
- Goose – продюсированин (2)
- Wheezy – продюсирование (2, 3, 6, 9)
- Cassius Jay – продюсирование (6, 9)

Техническая часть
- Янг Таг (Jeffrey) – исполнительный продюсер
- Джо ЛаПорта – мастеринг
- Алекс Тумей – инженер миксинга

## Чарты

### Недельные чарты
| Чарт (2016)                            | Высшая позиция |
| -------------------------------------- | -------------- |
| Бельгия/Фландрия (Ultratop)            | 191            |
| Бельгия/Валлония (Ultratop)            | 77             |
| Канада (Canadian Albums Chart)         | 19             |
| Нидерланды (Album Top 100)             | 54             |
| Франция (SNEP)                         | 131            |
| Новая Зеландия (RMNZ)                  | 5              |
| Великобритания (UK R&B Albums Chart)   | 23             |
| США (Billboard 200)                    | 8              |
| США (Billboard Top R&B/Hip-Hop Albums) | 5              |

### Годовой итоговый чарт
| Чарт (2016)                            | Позиция |
| -------------------------------------- | ------- |
| США (Billboard Top R&B/Hip-Hop Albums) | 95      |